# Cornelius Eduardus Hermans

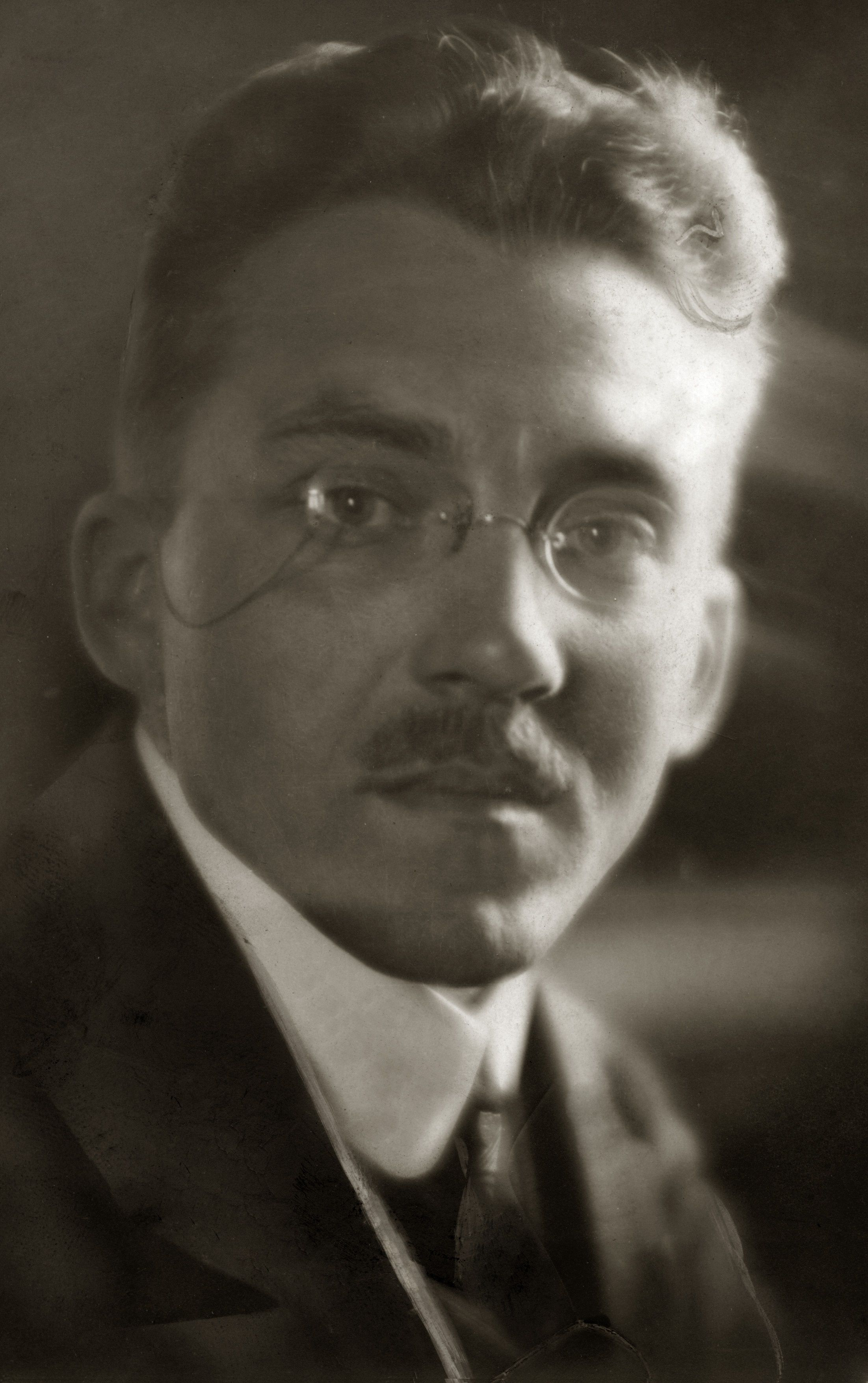
Ward Hermans

Cornelius Eduardus "Ward" Hermans (ur. 6 lutego 1897 r. w Turnhout, zm. 23 listopada 1992 r. w Deurne) – flamandzki działacz narodowy, pisarz, poeta i wydawca, współzałożyciel i członek Algemeene-SS Vlaanderen, a następnie propagandysta radiowy podczas II wojny światowej

## Życiorys
Podczas I wojny światowej służył ochotniczo w armii belgijskiej. Od 1919 r. zaczął pisać książki opisujące flamandzki ruch narodowy i sytuację międzynarodową Europy. Był też autorem zbiorów wierszy. W latach 20. wstąpił do nacjonalistycznej Frontpartij. Od 1929 r. do 1932 r. był deputowanym do parlamentu. W 1933 r. odszedł z Frontpartij, przechodząc do Flamandzkiego Związku Narodowo-Solidarystycznego. Wydawał pisma, m.in. "De Schelde, Volk en Staat and Strijd", w których sympatyzował z III Rzeszą. Po konflikcie z przywódcą Verdinaso Jorisem van Severenem wstąpił w 1936 r. do Flamandzkiego Związku Narodowego (VNV). Został przywódcą partyjnym lewicowej frakcji VNV. W 1939 r. ponownie wybrano go do belgijskiego parlamentu. Na pocz. 1940 r. wraz z flamandzkimi nacjonalistami został osadzony w obozie w południowej Francji. Po zajęciu Belgii przez wojska niemieckie w poł. 1940 r., podjął kolaborację z okupantami. Wraz z René Lagrou był współzałożycielem Flamandzkiego SS, występując z VNV. Ponadto rozpoczął wydawanie pisma "SS-Man". Później wyjechał do Niemiec, gdzie prowadził propagandowe audycje w radiu w Bremie. Po zakończeniu wojny został zaocznie skazany w Mechelen na karę śmierci. W listopadzie 1946 r. alianci schwytali go w zachodnich Niemczech, po czym po deportacji do Belgii otrzymał karę dożywotniego więzienia. Jednakże już w 1955 r. wyszedł na wolność. Związał się ze skrajnie prawicowym Vlaamse Militanten Orde.

## Twórczość
- Gedichten van Liefde en Strijd, 1919
- Liederen bij nacht en bij dageraad, 1921
- De geestelijke zwerftocht, 1922
- Het treurspel voor recht en beschaving, 1923
- Een woord aan de R.C. Vlaamsche Nationalisten met "Een open brief" aan zijn E. Cardinaal Mercier, 1924
- Het bevolkingsvraagstuk in België, 1926
- De deemstering der Europeesche beschaving, 1928
- De Europeesche oriënteering van het Vlaamsche Nationalisme, 1928
- Het Fransch-Belgisch geheim akkoord. Verweerschrift, 1929
- Belgien vor dem Weltgericht, 1929
- Wat is en wat wil het Vlaamsch nationalisme, 1931
- Federaal Statuut en Groot- Nederland, 1931
- De crisis in het Vlaamsch Nationalisme, 1933
- Jodendom, marxisme en wereldheerschappij, 1933
- Het zwartboek van de Belgische oorlogsgruwelen 1914-1918, 1934
- Het Boek der Stoute Waarheden. West-Europeesche perspectieven, 1935
- Jodendom en communisme zonder masker. Nog stoute waarheden, 1936
- Van Eger tot Jasina. 100 dagen in Tsjecho-Slowakije, 1938
- Le Vernet d'Ariège. Van het Belgisch Parlement naar het Fransch concentratiekamp, 1940
- Deutsch flämische, Vlaamsch-Duitsche Harmonie, 1943
- Liederen voor mijn volk, 1944
- Jan van Gent, 1962
- Poëzie achter tralies, 1964
- Het land van Onan Cyclopië, 1964
- Socratische gesprekken. De ondergang van het Westers burgerdom, 1964
- Waarom het echt onmogelijk was, 1971